# Lymphome anaplasique à grandes cellules
 Mise en garde médicale
Le lymphome anaplasique à grandes cellules (LAGC) est un lymphome non Hodgkinien à cellules T périphériques (LTP), rare et agressif, appartenant au groupe des syndromes lymphoprolifératifs CD30 positifs et affectant les ganglions lymphatiques, médiastinaux ou abdominaux avec extension possible à des sites extranodaux. 
Il comprend deux sous-types, selon l'expression ou non d'une protéine appelée kinase du lymphome anaplasique (ALK) : 
- le LAGC ALK-positif (CIM-10 C84.6) dans lequel le gène ALK du récepteur de la tyrosine kinase du lymphome anaplasique est surexprimé[4] ;
- le LAGC ALK-négatif (CIM-10 C84.7)[5].

Le LAGC peut se former dans le tissu cicatriciel entourant un implant mammaire, surtout s'il est texturé. On parle alors de LAGC associé à un implant mammaire ou LAGC-AIM (cf. enquête « Implant files »). Ces lymphomes sont pour la plupart ALK-négatifs et CD30-positifs.